# Brennschluss
Brennschluss of Brennschluß (oude spelling) is de door Wernher von Braun gebruikte, internationaal erkende, benaming voor het moment waarop een raketmotor wordt uitgeschakeld, zodat de raket (mits buiten de atmosfeer) in vrije val verdergaat.
Een raket ondervindt dan alleen de zwaartekracht van de hemellichamen. De ruimtevaarders ervaren op dit moment gewichtloosheid, ook als de aarde nog dichtbij is.
Bij Amerikaanse meertrapsraketten worden de volgende termen gebruikt:
- MECO (main engine cut-off)
- SECO (second stage engine cut-off)
- BECO (booster engine cut-off)
- Burn-out (bij vastebrandstofmotoren)